# 熱的死
熱的死（ねってきし、英: The heat death of the universe）とは、宇宙の最終状態として考えられうる状態で、宇宙のエントロピーが最大となる状態を指す。この状態に達した宇宙は完全に均一であり、何も変化しなくなる。

## 概要
宇宙が熱的死に陥るとする考えは、「孤立系のエントロピーは増大する」という熱力学第二法則から導かれる。宇宙で無限の時間が経過すると、全てのエネルギーが均等に分布する状態に漸近的に到達すると考えられる。ケルビン卿は、 1852 年に最初に熱的死を提唱し、その理論は 1854 年にヘルムホルツとランキンによって拡張された。これは、クラウジウスがエントロピーという物理量に基づいて熱力学第二法則を最終的に定式化する（1865年）11年前のことであった。
熱的死を迎えた宇宙は、絶対零度に近い温度になる。この状態は、宇宙全体が異常に低温な状態になるという「低温死 (cold death)」もしくは「ビッグフリーズ」と呼ばれる状態と似ているが、熱的死とは異なる。
ただし、最近のインフレーション宇宙論の研究では熱的死の概念が逆転させられている。この宇宙論では、膨張前の初期宇宙は熱平衡の状態にあり、熱的死に似た状態だったことが示唆されている。逆に膨張宇宙では、宇宙がとりうる最大エントロピーは実際のエントロピーの量に比べて時間とともに非常に速く増加する（宇宙が膨張するかぎりにおいて、エントロピーの捨て場所には常に困らない）。そのため、宇宙のエントロピーは増大し続けるにもかかわらず、宇宙は常に熱平衡状態から大きくずれた状態であり続けられる、と考える研究者もいる。
さらに、宇宙の熱力学的モデル自体にも疑問が投げかけられている。重力や量子現象のような効果を単純な熱力学モデルと共存させるのは難しいため、このような単純なモデルが宇宙の未来を予言するのに役立つかどうかは疑わしいとする考え方もある。